# Helen Reddy
Helen Maxine Lamond Reddy (ur. 25 października 1941 w Melbourne, zm. 29 września 2020 w Los Angeles) – australijsko-amerykańska piosenkarka i aktorka.
Pochodziła z rodziny znanej z zaangażowania w przemysł rozrywkowy. Debiutowała jako dziecko we własnym programie telewizyjnym. W 1966 zwyciężyła w konkursie młodych talentów. W nagrodę wyjechała do Nowego Jorku, gdzie podpisała kontrakt płytowy z wytwórnią Capitol Records. W 1971 debiutowała na listach przebojów. Występowała w wielu filmach i grała w teatrze. Szczyt jej popularności przypadł na wczesne lata siedemdziesiąte XX w. W latach siedemdziesiątych była znana jako „Królowa Pop”. Była znaczącą postacią w bardzo popularnym w latach siedemdziesiątych feminizmie. Jej utwór „I Am Woman” został określony jako „hymn dla feministek”. Jako jedna z dwóch piosenkarek, miała kilkanaście hitów, które podbiły rankingi Billboard Hot 100 w latach siedemdziesiątych. Drugą taką osobą była Olivia Newton-John. Przeszła na emeryturę w 2002 roku.
Najpopularniejsze nagrania: „I Am Woman” (współautorka utworu), „Long Hard Climb”, „Leave Me Alone”, „I Don’t Know How to Love Him”, „Delta Dawn”, „Angie Baby”, „I Can’t Hear You No More”, „You're My World”.